# ثريا الباقسامي
ثريا البقصمي  (وُلدت عام 1952) في مدينة الكويت، وهي فنانة وكاتبة كويتية.
بدأت مسيرتها الفنية في عمر صغير، ففي عام 1969 أصبحت أحد أعضاء الجمعية الكويتية للفن، وحصلت على الميدالية البرونزية عام 1971 من قبل الجمعية الكويتية للفنانين التشكيليين، وتلقت تدريبها الأكاديمي بكلية الفنون الجميلة في القاهرة، مصر في الفترة ما بين عام 1972 وعام 1973 وذلك قبل أن تنتقل في عام 1981 لتحصل على درجة الماجستير في كتاب الرسومات المصورة والتصميم من معهد سوريكوف في موسكو، روسيا.
حصلت ثريا البقصمي على جائزة السعفة الذهبية من مجلس التعاون الخليجي مرتين، مرة بالرياض عام 1989 والأخرى بالدوحة عام 1992. كما أشاد السكرتير العام للأمم المتحدة كوفي عنان بعملها على كتاب عن الإعلان العالمي لحقوق الإنسان والذي نُشر في العام 1998. كما حصلت على الجائزة الأولى في معرض متحف الكويت الوطني في العامين 1987 و1992.
قامت السفارة الكويتية في العام 2002 بتفويض ثريا البقصمي لتقوم بتصميم وإنشاء الدببة الأصدقاء المتحدين بالنيابة عن بلدها الأم. يُذكر أن معارض الدببة الأصدقاء المتحدين قد جابت الكثير من عواصم البلدان بالقارات الخمس.
أعمال ثريا البقصمي مُنتشرة في الأماكن العامة وفي صورة مجموعات خاصة بأماكن محتلفة بأسيا، والشرق الأوسط، والولايات المتحدة الأمريكية، وكذلك أوروبا.
تلقت العديد من الجوائز في مجال الأدب عن مجموعة القصص القصيرة «شموع السرداب» من قبل مؤسسة الكويت للتقدُم العلمي عام 1993، وجائزة الدولة لأدب الطفل عام 1997 عن كتابها لقصص الأطفال «ذكرى فطومة الكويتية الصغيرة».
في عام 1981 أصبحت أماً للفنانة البصرية ومنتجة الموسيقى فاطمة القديري.

## السيرة الذاتية
ولدت ثريا حسن البقصمي  عام 1952 في مدينة الكويت.
لها نشاط لامع في سماء الفن التشكيلي الذي انطلقت به في الرحاب الفسيح، ناقلة صورة الكويت الفنية من خلال معارضها إلى بلدان العالم.
ترسم وتكتب وتنظم الشعر
- لها عطاء مكثف، وطموح كبير، ونشاط ملحوظ ملموس، سواء في صعيد تنظيم المعارض الفنية، أو كتابة القصة القصيرة.

تقول: داثماً أحس أن الأدب والفن التشكيلي يرتبطان ببعضهما، ولا يتعارضان مع بعضهما.. خطان متوازيان لا يصطدمان.
- عملت صحفية في كل من جريدة القبس - الوطن ومجلة العربي.

## مؤلفاتها
1. العرق الأسود - مجموعة قصصية صدرت عام 1977 م.
2. السدرة - مجموعة قصصية صدرت عام 1988م.
3. المرسم الحر ورحلة الـ25 عامأ - كتاب نقد فني صدر عام 1987م
4. شموع السراديب - مجموعة قصصية صدرت عام 1992 م، الناشر: دار العروبة - الكويت.
5. مذكرات فطومة الكويتية الصغيرة - قصة للأطفال صدرت عام 1992م.
6. رحيل النوافذ - مجموعة قصصية صدرت عام 1994م - مطابع المنار، الكويت.
7. خواتيم النسيان - ديوان شعر [6]

## دراستها
تلقت تعليمها الثانوي في الكويت.
- من عام 1972م حتى 1974م التحقت بكلية الفنون الجميلة بالقاهرة قسم التصوير.
- سافرت إلى موسكو في بعثة دراسية لدراسة (الجرافيك) أي الحفر، وتخصصت في تصميم البوستر ورسم الكتب وأغلفتها، فحصلت على الماجستير في فن الجرافيك فرع رسوم الكتب عام 1981م من أكاديمية الفنون (سيركوف) بالاتحاد السوفيتي.
- درست دورات حرة في فنون الطباعة المختلفة (سيلك سكرين) دورات تشكيل الخزف، ودورات في الرسم على الحرير وفن الباتيك في كلية الفنون بالسنغال عام 1982 م - 1984 م.
- درست دورة في الرسم الزيتي بقطر عام 1978م، ودورة حفر على الزنك وسيلك سكرين في ورشة (اللوح) بلندن 1991 م ~ 1992 م.

بدأت الكتابة في مرحلة مبكرة، حيث اقتحمت عالم الصحافة وعمرها 15 سنة، ونشرت أول مقالة لها 1997 في مجلة (اسرتي).

## معارضها
- أقامت العديد من المعارض الشخصية والمعارض الجماعية بالقاهرة وموسكو والكويت ولندن.
- أقامت أول معرض لها في متحف الكويت الوطني في مارس 1971 م.
- أقامت معارض شخصية في زاثير 1978 م، وفي السنفال 1981 م، وتونس 1982 م، الكويت 1983 م - 1986 م.
- أقامت معرضها الشخصي السادس في (غدير جاليري) عام 1988 م بدولة الكويت.
- المعرض الشخصي السابع بمدينة مونترو السويسرية عام 1989 م.
- المشاركة في بينالي برتسلافا لرسامي[الإنجليزية] كتب الأطفال عام 1989 م.
- المشاركة في مرسم مورفاني لرسامي دول العالم الثالث 1989 م.
- المشاركة في معرض الفن الإسلامي المعاصر في لندن عام 1989 م.
- أقاهت معرضها الخاص في مدينة (بافوس) القبرصية في إبريل 1991 م، كي
- يطلع العالم على جانب مما حدث في الكويت، أثناء الغزو الغاشم، من خلال لوحاتها الفنية المعبرة عن واقع الاحتلال الأثم.
- معرض أصدقاء الفن لدول مجلس التعاون الخليجي في الجمهورية العربية السورية في مايو 1991 م.
- أقامت معرضها الشخصي العاشرفي لندن، عرضت من خلاله لوحات حول تجربة الحرب والتعذيب 1991 م.
- عرضت في أدنبرة عام 1991 م.
- غدير جاليري الكويت 1991 م. في كلية أثينا - اليونان نوفمبر 1992 م.
- غدير جاليري الكويت 1992 م.
- هلتون باريس - فرنسا يونيو 1993 م
- القاهرة معرض الترينالي للحفر الدولي الأول ديسمبر 1993 م.
- المعرض الشخصي السابع عشر (عصفورة وحجر) في ديسمبر 1993 م.
- معرض جمعية المرأة الأمريكية - البحرين 1994 م.
- في نوفمبر 1994م أقامت المعرض الشخصي الحادي والعشرين في البحرين.
- نظمت دورات تدريبية للرسم على الحرير ببيت السدو 87 ~ 1988 م، وبرابطة الحرف اليدوية 1992 م.
- شاركت في تنفيذ جداريات مستشفى الطب الطبيعي في الكويت.

## الجوائز والشهادات والأنشطة
- حصلت على الميدالية البرونزوية في المعرض العام لجمعية الفنون التشكيلية عام 1971م.
- جائزة تقديرية للمشاركة في مسابقة جداريات ساحة الصفاة عام 1985 م.
- دبلوم تقديري من أكاديمية الفنون السوفياتية للمشاركة في المرسم العالمي للفنانين الشباب بموسكو 1985 م.
- الميدالية الذهبية في معرض البيئة الكويتية. بمتحف الكويت الوطني 1987 م، وعام 1992م
- الفوز بالسعفة الذهبية لبينتالي دول مجلس التعاون - الرياض عام 1989 م - وقطر 1992 .
- الفوز بالوسام الصحفي من جمعية الصحفيين الكويتية عام 1989 م.
- حصلت على شهادات تقدير من أكاديمية سيركوف للتفوق باللغة الروسية والنشاط الفني الاجتماعي للاكاديمية بين عامي 77 - 1980 م.
- في عام 1994م نالت جائزة (آثار عدوان الاحتلال) من مؤسسة الكويت للتقدم العلمي في مجال القصة، عن مجموعتها القصصية (شموع السراديب).
- في عام 1995م صدرت مجموعتها (شموع السراديب) باللغة الإنجليزية عن وزارة الإعلام - الكويت قام بترجمتها السفير البريطاني في الكويت (وليم فيلتون)، وكتبت الدكتورة (رشا الصباح) مقدمة للترجمة الإنجليزية.
- عضو جمعية الفنون التشكيلية الكويتية منذ عام 1999 م.
- عضو مؤسس في جماعة أصدقاء الفن التشكيلي لدول مجلس التعاون.
- عضو رابطة الحرف اليدوية.
- عضو جمعية الصحفيين الكويتية.
- عضو رابطة الأدباء في الكويت.
- بدأت الكتابة في مرحلة مبكرة، حيث اقتحمت عالم الصحافة وعمرها 15 سنة، ونشرت أول مقالة لها 1997م في مجلة (اسرتي).
- في عام 1969م بدأت محاولتها في كتابة القصة القصيرة، حيث فازت بالمركز الأول في هسابقة القصة القصيرة التي أقامتها وزارة التربية وعنوان القصة (الثوب الأصفر).
- في عام 1971م فازت قصتها (العرق الأسود) بالمركز الثاني في المهرجان الثقافي للمدارس الثانوية بنين وبنات.
- نشرت لها مجلة الرائد الكويتية ومجلة (النهضة) و (الرسالة) هجموعة من القصص القصيرة، وكانت لها في مجلة الرائد زاوية أسبوعية بعنوان (قلم المرأة).
- في عام 1972م ~ 1973م كتبت في مجلة (الاتحاد الوطني) لطلبة الكويت. وتولت رئاسة تحرير هجلة (الاتحاد) الصادرة عن فرع الاتحاد في القاهرة.
- في عام 1995م تولت رئاسة تحرير مجلة (الاتحاد) الصادرة عن فرع الاتحاد في الاتحاد السوفيتي.

## وصلات خارجية
- Interview in Art Interview Online Magazine
- مقابلة في جريدة النهار العدد 1731 - 14/12/2012
- مقالة في جريدة القبس بعنوان «مسرح عرائس بالطرشي» بتاريخ 15/05/2009
- مقالة حول كتاب خواتيم النسيان في الرأي العام بتاريخ 22 ديسمبر 2014
- مقالة في صحيفة جريدة الأنباء بعنوان ثريا البقصمي في افتتاح الملتقى الـ 19 لاتحاد الفنانين الأوروبيين في مدينة أسن الألمانية